# Vincenzo Viti
Vincenzo Viti (Clusone, 27 marzo 1941) è un politico italiano.

## Biografia
Materano di adozione, inizia la sua carriera politica come consigliere comunale della Democrazia Cristiana nella città di Matera dal 1969 al 1975. Successivamente diventa Consigliere regionale della Basilicata ed Assessore regionale alle Attività produttive dal 1975 al 1983. In seguito viene eletto deputato per tre legislature, la IX, la X e l'XI.
Dal 1999 al 2000 è consigliere del Ministro delle comunicazioni Salvatore Cardinale nel governo D'Alema, e dal 2006 al 2008 è consigliere per la cultura del Presidente del Senato Franco Marini.
Nel 2003 è stato Consigliere del Direttore Generale della RAI, Agostino Saccà.
Dal 2007 è consigliere comunale del Partito Democratico a Matera e dal 2009 è Assessore regionale all'Agricoltura della Regione Basilicata.
Alle elezioni regionali del 28 e 29 marzo 2010 è eletto Consigliere Regionale della Basilicata, fra i più suffragati in provincia di Matera.
Dal 2010 viene nominato Capogruppo del Partito Democratico nel Consiglio Regionale di Basilicata fino al gennaio 2012. Il 31 gennaio 2012 è stato nominato nuovamente Assessore regionale con delega al lavoro, formazione, cultura e sport, incarico svolto sino alla fine di aprile 2013.Dal 2009 al 2013 è stato Consigliere del Senatore a vita Emilio Colombo.
Dal 2015 è componente del Consiglio di Amministrazione della SVIMEZ.
È stato Condirettore della rivista di cultura politica “Innovazioni”.
Autore di saggi, pubblicazioni e contributi sulla società dell'Informazione e sulle politiche del Mezzogiorno (“Dialoghi intorno al Sud” Lunetti ed. - “Luoghi e Metafore del Cambiamento” S.Giorgio ed. - “Europa, Mezzogiorno, Autonomie”, Il Sole 24 Ore ed.).
Editorialista de Il Tempo di Roma.
Collabora a numerosi Quotidiani e Riviste di interesse
nazionale.
L'impegno politico e sociale ha interessato, nei diversi cicli dell'esperienza istituzionale, tematiche di interesse e di impatto socioeconomico.
Politica Regionale
È stato autore del Testo Unico delle norme sull'Artigianato
tuttora in vigore in Basilicata.
È stato promotore della nascita del PAIP (Piano area
artigianale per la piccola industria nella città di Matera) e di numerose aree
per attività produttive (artigianato e piccola industria) nella Regione
Basilicata
È stato Promotore della nascita del Parco
Nazionale del Pollino
È stato ideatore del Progetto di sviluppo turistico
interregionale (Puglia, Basilicata, Calabria) denominato “Ionio-Europa”
Da Assessore Regionale all'Agricoltura
ha promosso e sviluppato iniziative nella ricerca (Biotech verde) ed ha
incentivato la pratica dei progetti di filiera che hanno conferito un impulso
aggregante alle aziende operanti nel settore agroalimentare
Da Assessore al Lavoro è stato promotore
e firmatario con il Presidente della Regione Basilicata dell'Accordo di
programma Appulo-Lucano sul mobile imbottito finalizzato al superamento della
crisi del settore del salotto
Da assessore alla cultura ha avviato
la revisione della legislazione regionale sulle attività culturali e promosso la
nascita dei “Teatri Uniti di Basilicata”, primo Consorzio realizzato nella regione.
Attività Legislativa
È stato firmatario, con Emilio Colombo, della legge 771/87 finalizzata al recupero e alla rivitalizzazione dei Sassi di Matera, patrimonio UNESCO
È stato responsabile, nell'ambito del primo piano quadriennale, del potenziamento dell'Università degli Studi della Basilicata con l'introduzione di nuovi corsi di Laurea.
È stato l'autore della legge istitutiva delle sovrintendenze scolastiche in Basilicata, Umbria e Molise
È stato relatore di numerosi provvedimenti
legislativi riguardanti: editoria, affollamenti pubblicitari, riforma del
sistema radiotelevisivo, riforma della scuola e dell'Università, riforma delle politiche di promozione dei beni culturali
È stato relatore sulla nuova Legge sul Cinema italiano.

## Premi e riconoscimenti
Nel 1991, ha ricevuto il premio LucaniaOro per la politica dall'Amministrazione comunale di Pomarico (MT).
Nel [(1981)] è stato insignito a Campione d'Italia" del riconoscimento quale "personalità europea" per l'attività dispiegata nel Governo Regionale Lucano.